# NGC 6895
NGC 6895 ist ein Asterismus im Sternbild Cygnus. Er wurde am 30. September 1790 von Wilhelm Herschel entdeckt.